# Boluspor
Boluspor, ze względów sponsorskich Beypiliç Boluspor – turecki klub sportowy z siedzibą w Bolu. Najbardziej znaną sekcją klubu jest sekcja piłkarska.

## Historia
Boluspor został założony 28 grudnia 1965, chociaż korzenie klubu sięgają 194] roku i Bolu Gençlik Spor Kulübü. W 1970 Boluspor awansował do 1. Lig i występował w niej przez kolejne dziewięć lat. W 1974 roku Boluspor zajął najwyższe w swojej historii – 3. miejsce w 1. Lig. Dzięki temu wystartował jedyny raz w historii w Pucharze UEFA, gdzie w I rundzie dwukrotnie uległo rumuńskiemu Dinamu Bukareszt.
Już po roku przerwy w 1980 Boluspor powrócił do tureckiej ekstraklasy i występował w niej przez kolejne pięć sezonów. W 1981 Boluspor dotarł do finału Pucharu Turcji, gdzie uległ MKE Ankaragücü. Ostatni raz w pierwszej lidze Boluspor występował w latach 1986-1992. Potem nastąpił kryzys i spadek do 3. Lig w 2002 roku. Od 2007 Boluspor występuje w 1. Lig.

## Sukcesy
- Süper Lig
  - 3. miejsce: 1973/1974
- Pucharu Turcji
  - finał (1): 1981

## Europejskie puchary
Legenda do wszystkich tabel:
- Q – runda eliminacyjna, 1/16, 1/8, 1/4, 1/2 – odpowiednia faza rozgrywek, Grupa – runda grupowa, 1r gr – pierwsza runda grupowa, 2r gr – druga runda grupowa, F – finał, R – runda, PO – play-off
- k. – rzuty karne, los. – losowanie, Dogr. – dogrywka, w. – zasada bramek strzelonych na wyjeździe

| Sezon   | Rozgrywki   | Runda | Klub             | Dom | Wyjazd | Ogólnie |
| ------- | ----------- | ----- | ---------------- | --- | ------ | ------- |
| 1974/75 | Puchar UEFA | 1R    | Dinamo Bukareszt | 0–1 | 0–3    | 0–4     |

## Sezony
- 20 sezonów w Süper Lig: 1970-1979, 1980-1985, 1986-1992.
- 17 sezonów w 1. Lig: 1966-1970, 1985-1986, 1992-1996, 1997-2001, 2007- .
- 4 sezony w 2. Lig: 1996-1997, 2001-2002, 2005-2007.
- 3 sezony w 3. Lig: 2002-2005.

## Sezony wSüper Lig
| Sezon   | Uzyskane Miejsce |
| ------- | ---------------- |
| 1970-71 | 13               |
| 1971-72 | 14               |
| 1972-73 | 5                |
| 1973-74 | 3                |
| 1974-75 | 10               |
| 1975-76 | 7                |
| 1976-77 | 8                |
| 1977-78 | 7                |
| 1978-79 | 14 (spadek)      |
| 1980-81 | 13               |
| 1981-82 | 12               |
| 1982-83 | 4                |
| 1983-84 | 14               |
| 1984-85 | 18 (spadek)      |
| 1986-87 | 15               |
| 1987-88 | 14               |
| 1988-89 | 7                |
| 1989-90 | 13               |
| 1990-91 | 9                |
| 1991-92 | 14 (spadek)      |

## Skład na sezon 2017/2018
| Nr | Poz. | Piłkarz           |
| -- | ---- | ----------------- |
| 1  | BR   | Ertuğrul Taşkıran |
| 2  | OB   | Göksu Alhas       |
| 3  | OB   | Renato Arapi      |
| 4  | OB   | Alim Öztürk       |
| 5  | OB   | Mamadou Diarra    |
| 7  | NA   | Chérif Sané       |
| 8  | PO   | Özgür İleri       |
| 9  | NA   | Rydell Poepon     |
| 10 | PO   | İrfan Başaran     |
| 11 | PO   | Guido Koçer       |
| 12 | NA   | Chukwuma Akabueze |
| 13 | PO   | İshak Çakmak      |
| 17 | OB   | Melih Okutan      |

| Nr | Poz. | Piłkarz                |
| -- | ---- | ---------------------- |
| 19 | OB   | Pedro Franco           |
| 22 | OB   | Furkan Şeker           |
| 23 | PO   | Sefa Yılmaz            |
| 27 | PO   | André Santos (kapitan) |
| 35 | BR   | Gökhan Değirmenci      |
| 40 | PO   | Emre Gültekin          |
| 54 | PO   | Burak Asan             |
| 67 | NA   | Furkan Demir           |
| 74 | BR   | Sabri Can              |
| 77 | OB   | Umut Meraş             |
| 88 | PO   | Mustafa Durak          |
| 92 | OB   | Caner Cavlan           |